# Mochi Craft Long Range 23
Il Mochi Craft Long Range 23 è uno yacht prodotto dal cantiere navale italiano Mochi Craft.

## Il contesto
Presentato da Michele Maggi e Norberto Ferretti al 48º Salone Nautico Internazionale di Genova, il Long Range 23 è il primo yacht al mondo superiore a 20 metri in grado di navigare a zero emissioni grazie ai sistemi propulsivi e di smaltimento delle acque grigie e nere ed è la prima imbarcazione ad ottenere dal R.I.NA. la certificazione “Green Star Clean Energy e Clean Propulsion”, il più severo standard di certificazione ambientale applicabile ad un'imbarcazione da diporto.
Il Long Range 23 ha inoltre ottenuto il Gran Premio per l'Innovazione, riconoscimento attribuitole dalla rivista specializzata “Vela e Motore”.
Questa imbarcazione monta di serie la carena FER.WEY, una carena di tipo transplanante, il sistema Mitsubishi ARG (Anti Rolling Gyro System) e pinne stabilizzatrici. Il Long Range 23 è prodotto in due motorizzazioni MAN Common Rail, una versione da 550 e una da 800 mhp. La motorizzazione da 800 mhp garantisce una velocità di crociera di 13 nodi e una velocità massima di 15.
Il Long Range 23 è stato classificato dal RINA, con classificazione B + F + Aa.